# John Armstead
John Armstead (* 15. Februar 1944) ist ein irischer Schauspieler.

## Leben
In einem irischen Dorf aufgewachsen, nahm John Armstead Kurse in Kung Fu und Karate. 1971 zog er nach Rom, wo er Meister von Kickbox-Schülern wurde. Er gab sein Debüt als Schauspieler in der Serie Wie im Flug (1984). Als US-General Steve war er der neue Freund der Serienheldin Barbara (Claude Jade), die von ihm geschlagen wurde und ihn später verließ. Sein Fausthieb schlug auch Barbaras Serien-Exmann Davide (Gianni Morandi) nieder. John Armstead spielte danach ähnlich geartete Rollen: 1987 als Charlie neben Christopher Plummer in I Love N.Y. In Actionfilmen wie Interzone, Erotikfilmen wie Beppe Cinos Extasy, dem Bud-Spencer-Film Big Man – Der Tod fährt Achterbahn spielte John Armstead Ende der 1980er Jahre. Mitte der 1990er Jahre spielte er den „Leon“ im Erotikfilm Kreola (1993) und als Kämpfer in Blue Tornado – Männer wie Stahl (1991).